# Забайкальский район
Забайкальский район — административно-территориальная единица (район)  в Забайкальском крае России.
В рамках организации местного самоуправления в границах района функционирует Забайкальский муниципальный округ (в 2004—2023 гг. — муниципальный район).
Административный центр — посёлок городского типа Забайкальск.

## География
Район расположен на юго-востоке Забайкальского края. Район имеет границу с Китаем и Монголией. Основные хребты: Аргунский, Кличкинский и часть Нерчинского со средней высотой, не превышающей 900 м. Между хребтами находятся холмисто-увалистые и низкогорные территории, разделённые обширными понижениями и сухими впадинами. Низины заняты солончаками и иногда солёными озёрами. Имеются месторождения и проявления агатов, флюорита и др.: Агатовая Сопка, Абагайтуйское, Нагадан и др. Климат резко континентальный с жарким летом и холодной зимой. Средняя температура июля +20,6 °C (максимальная +38 °C), средняя температура января −28 ÷ −30 °C (абс. минимум −43 °C. Среднегодовое количество осадков не превышает 300 мм. Продолжительность вегетационного периода 150 дней и более.
На юго-востоке, по границе с Китаем, протекает р. Аргунь. Наибольшее распространение имеют чернозёмные, каштановые мучнисто-карбонатные и лугово-чернозёмные глубокопромерзающие почвы, встречаются солончаки. В долине Аргуни почвы аллювиально-луговые глубокопромерзающие. В районе господствует степь, которая лишь в долинах рек и обширных понижениях сменяется лугами. Степи разнотравно-злаковые, пижмово-разнотравные, злаково-пижмово-крово-хлебковые. Луга — вострецовые, ячменные и пикульниково-остепненные.

## История
Район образован в 1967 году в соответствии с указом Президиума Верховного Совета РСФСР «Об образовании Забайкальского района» от 30 декабря 1966 года.

## Население
| 2002    | 2007    | 2009    | 2010    | 2011    | 2012    | 2013    |
| ------- | ------- | ------- | ------- | ------- | ------- | ------- |
| 20 343  | ↗21 200 | ↗21 702 | ↘20 485 | ↗20 528 | ↗20 975 | ↗21 115 |
| 2014    | 2015    | 2016    | 2017    | 2018    | 2019    | 2020    |
| ↗21 185 | ↗21 414 | ↘21 275 | ↘21 252 | ↘21 192 | ↗21 234 | ↘21 049 |
| 2021    |         |         |         |         |         |         |
| ↘19 795 |         |         |         |         |         |         |

### Национальный состав
Русские - 17276 чел. (84,33%), Буряты - 1742 чел. (8,5%), остальные - 1467 чел. (7,16%)

### Урбанизация
В городских условиях (пгт Забайкальск) проживают 67,92 % населения района.

## Муниципально-территориальное устройство
В рамках организации местного самоуправления в границах района функционирует Забайкальский муниципальный округ (в 2004—2023 гг. — муниципальный район).
В муниципальный район с 2004 до 2023 гг. входили 8 муниципальных образований, в том числе 1 городское поселение и 7 сельских поселений:
| №        | Муниципальное образование | Административный центр            | Количество населённых пунктов | Население (чел.) | Площадь (км²) |
| -------- | ------------------------- | --------------------------------- | ----------------------------- | ---------------- | ------------- |
| 1e-06    | Городское поселение       |                                   |                               |                  |               |
| 1        | Забайкальское             | пгт Забайкальск                   | 2                             | ↗13 501          | 173,21        |
| 1.000002 | Сельские поселения        |                                   |                               |                  |               |
| 2        | Абагайтуйское             | село Абагайтуй                    | 1                             | ↗403             | 131,51        |
| 3        | Билитуйское               | посёлок при станции Билитуй       | 1                             | ↘1455            | 625,24        |
| 4        | Даурское                  | посёлок при станции Даурия        | 1                             | ↘2957            | 67,77         |
| 5        | Красновеликанское         | посёлок Красный Великан           | 3                             | ↘346             | 658,65        |
| 6        | Рудник-Абагайтуйское      | населённый пункт Рудник Абагайтуй | 1                             | ↘130             | 62,76         |
| 7        | Степное                   | посёлок Степной                   | 1                             | ↘332             | 836,40        |
| 8        | Черно-Озёрское            | посёлок при станции Харанор       | 1                             | ↘671             | 626,44        |

Законом Забайкальского края от 27 декабря 2023 года, все сельские и городское поселения  вместе с муниципальным районом были упразднены и преобразованы путём их объединения в Забайкальский муниципальный округ.

## Населённые пункты
В Забайкальском районе 11 населённых пунктов:
| №  | Населённый пункт | Тип                 | Население      | Бывшее муниципальное образование |
| -- | ---------------- | ------------------- | -------------- | -------------------------------- |
| 1  | Абагайтуй        | село                | ↗403 (2021)    | Абагайтуйское                    |
| 2  | Арабатук         | село                | ↘103 (2021)    | Красновеликанское                |
| 3  | Билитуй          | посёлок при станции | ↘1455 (2021)   | Билитуйское                      |
| 4  | Даурия           | посёлок при станции | ↘2957 (2021)   | Даурское                         |
| 5  | Забайкальск      | пгт                 | ↗13 445 (2021) | Забайкальское                    |
| 6  | Красный Великан  | посёлок             | ↘282 (2021)    | Красновеликанское                |
| 7  | Мациевская       | посёлок при станции | ↘56 (2021)     | Забайкальское                    |
| 8  | Рудник Абагайтуй | населённый пункт    | ↘130 (2021)    | Рудник-Абагайтуйское             |
| 9  | Семиозёрье       | посёлок             | ↘15 (2021)     | Красновеликанское                |
| 10 | Степной          | посёлок             | ↘332 (2021)    | Степное                          |
| 11 | Харанор          | посёлок при станции | ↘671 (2021)    | Черно-Озёрское                   |

Упраздненные населенные пункты
14 апреля 2000 года был упразднен разъезд 83.

## Экономика
До середины 1990-х район был известен предприятиями горнорудной промышленности. Эксплуатировалось Абагайтуйское месторождение флюорита. Действует рудник «Абагайтуй». С конца 1990-х, благодаря приграничному положению, усиливаются торговые связи с Китаем. Действует переход «Забайкальск—Маньчжурия». Имеются предприятия по ремонту и обслуживанию железнодорожного транспорта. Производится переработка молока, выпуск хлеба и хлебобулочных изделий.
Ведущим направлением в развитии сельского хозяйства являлось пастбищное тонкорунное овцеводство. Сельхозпроизводство осуществляют: племенной ПСК «Красный Великан» (с. Красный Великан), ПСК «Абагайтуйский» (с. Абагайтуй), «Дружба» (пгт Забайкальск) и др.
Валовый сбор зерновых и зернобобовых культур на 7 октября 2020 года составил 40,5 тыс тыс. тонн, при урожайности 14,4 ц/га (в 2019 году 30,9 тыс. тонн, урожайность 12,6 ц/га). Общая посевная площадь в этом году составляет 153 тыс. га.

## Транспорт
Район пересекает Забайкальская железная дорога (станции Харанор, Даурия, Билютуй, ост. п. 6639-км, Мациевская, Забайкальск). Железнодорожная ветка «Карымская—Забайкальск» связывает Россию с Китаем. Сеть автодорог общего пользования обеспечивает внутрирайонное сообщение. Федеральное значение имеет автомагистраль А166 «Чита—Забайкальск», соединяющая Россию с Китаем.

## Образование
В 2000 году в районе функционировали 9 средних и 2 начальные школы, 4 детских сада, ДЮСШ, Дом детского творчества, 11 библиотек и клубов. Издаётся еженедельная газета «Забайкалец».